# Mistrzostwa Polski Seniorów w Lekkoatletyce 1987
63. Mistrzostwa Polski Seniorów w Lekkoatletyce – zawody, które rozgrywane były w Poznaniu na stadionie Olimpii między 14 a 16 sierpnia 1987.

## Rezultaty
| NR – rekord Polski \| SB – najlepszy wynik w sezonie \| PB – rekord życiowy |

### Mężczyźni
| Konkurencja:                  | 1. miejsce                                                                                | Rezultat | 2. miejsce                                                                               | Rezultat | 3. miejsce                                                                    | Rezultat |
| Bieg na 100 m                 | Czesław Prądzyński Bałtyk Gdynia                                                          | 10,51    | Andrzej Popa Orkan Poznań                                                                | 10,51    | Maciej Leszczyński Warszawianka                                               | 10,62    |
| Bieg na 200 m                 | Czesław Prądzyński Bałtyk Gdynia                                                          | 21,06    | Robert Kurnicki Górnik Zabrze                                                            | 21,10    | Maciej Leszczyński Warszawianka                                               | 21,28    |
| Bieg na 400 m                 | Marek Sira AZS Łódź                                                                       | 47,14    | Zbigniew Janus Wisła Kraków                                                              | 47,34    | Ryszard Jaszkowski Wawel Kraków                                               | 47,67    |
| Bieg na 800 m                 | Ryszard Ostrowski Olimpia Poznań                                                          | 1:50,36  | Rafał Jerzy Legia Warszawa                                                               | 1:50,86  | Dariusz Odya Wawel Kraków                                                     | 1:50,97  |
| Bieg na 1500 m                | Piotr Kurek Hutnik Kraków                                                                 | 3:45,03  | Dariusz Skura AZS Lublin                                                                 | 3:45,07  | Krzysztof Prądzyński Oleśniczanka                                             | 3:45,26  |
| Bieg na 5000 m                | Bogusław Mamiński Legia Warszawa                                                          | 13:48,56 | Mariusz Mach Gryf Słupsk                                                                 | 13:49,44 | Leszek Bebło Oleśniczanka                                                     | 13:50,59 |
| Bieg na 10 000 m              | Jan Huruk Gryf Słupsk                                                                     | 29:01,06 | Jan Marchewka Legia Warszawa                                                             | 29:01,73 | Tadeusz Ławicki Zagłębie Lubin                                                | 29:02,22 |
| Bieg na 110 m przez płotki    | Krzysztof Płatek AZS Wrocław                                                              | 13,62    | Tomasz Nagórka AZS Łódź                                                                  | 13,72    | Jacek Rutkowski AZS Warszawa                                                  | 13,87    |
| Bieg na 400 m przez płotki    | Ryszard Stoch Wawel Kraków                                                                | 50,55 SB | Piotr Karczmarek Legia Warszawa                                                          | 50,99    | Krzysztof Świerczyński Zawisza Bydgoszcz                                      | 51,38    |
| Bieg na 3000 m z przeszkodami | Mirosław Żerkowski ROW Rybnik                                                             | 8:26,00  | Henryk Jankowski Olimpia Poznań                                                          | 8:33,19  | Czesław Mojżysz ROW Rybnik                                                    | 8:33,48  |
| Sztafeta 4 × 100 m            | Legia Warszawa Zenon Licznerski Bogusław Szpiech Zbigniew Jakimowicz Andrzej Klimaszewski | 40,20    | Górnik Zabrze Marek Orzepowski Krzysztof Zwoliński Janusz Echaust Joachim Helbik         | 40,41    | Zawisza Bydgoszcz Marian Sierocki Zygfryd Swaczyna Roman Hyży Rafał Bykowski  | 40,82    |
| Sztafeta 4 × 400 m            | Wawel Kraków Krzysztof Sidowski Ryszard Jaszkowski Leszek Rzepakowski Ryszard Stoch       | 3:09,47  | Zawisza Bydgoszcz Zygfryd Swaczyna Jarosław Marzec Józef Rogalski Krzysztof Świerczyński | 3:09,86  | Start Lublin Roman Tustanowski Grzegorz Hołub Zbigniew Rytel Tadeusz Rogiński | 3:12,33  |
| Chód na 20 km                 | Jan Kłos Resovia Rzeszów                                                                  | 1:25:54  | Zdzisław Szlapkin Olimpia Poznań                                                         | 1:26:11  | Zbigniew Sadlej Wawel Kraków                                                  | 1:26:46  |
| Skok wzwyż                    | Krzysztof Krawczyk AZS Wrocław                                                            | 2,28     | Krzysztof Przybyła Zawisza Bydgoszcz                                                     | 2,22     | Piotr Zielke Lechia Gdańsk                                                    | 2,22     |
| Skok o tyczce                 | Marian Kolasa Bałtyk Gdynia                                                               | 5,70     | Mirosław Chmara Zawisza Bydgoszcz                                                        | 5,60     | Wojciech Dakiniewicz Zawisza Bydgoszcz                                        | 5,30     |
| Skok w dal                    | Andrzej Klimaszewski Legia Warszawa                                                       | 7,81     | Mirosław Hydel Stal Mielec                                                               | 7,78     | Jerzy Żeligowski AZS Poznań                                                   | 7,73     |
| Trójskok                      | Jacek Pastusiński Legia Warszawa                                                          | 17,15    | Zdzisław Hoffmann Legia Warszawa                                                         | 17,02    | Andrzej Grabarczyk Start Łódź                                                 | 16,62    |
| Pchnięcie kulą                | Helmut Krieger Chemik Kędzierzyn                                                          | 20,13    | Janusz Gassowski Zawisza Bydgoszcz                                                       | 19,64    | Edward Sarul Górnik Zabrze                                                    | 19,39    |
| Rzut dyskiem                  | Dariusz Juzyszyn AZS Wrocław                                                              | 65,16 SB | Eligiusz Pukownik Zawisza Bydgoszcz                                                      | 58,80    | Edward Rikert Zawisza Bydgoszcz                                               | 58,32    |
| Rzut młotem                   | Mariusz Tomaszewski Hutnik Kraków                                                         | 69,06    | Ryszard Jakubowski Stal Mielec                                                           | 66,88    | Leszek Woderski Zawisza Bydgoszcz                                             | 66,16    |
| Rzut oszczepem                | Mirosław Witek Gryf Słupsk                                                                | 77,14    | Stanisław Witek Gryf Słupsk                                                              | 76,10    | Mirosław Szybowski Gryf Słupsk                                                | 76,04    |

### Kobiety
| Konkurencja:               | 1. miejsce                                                                      | Rezultat | 2. miejsce                                                                       | Rezultat | 3. miejsce                                                                           | Rezultat |
| Bieg na 100 m              | Jolanta Janota Start Lublin                                                     | 11,50    | Agnieszka Siwek Górnik Zabrze                                                    | 11,53    | Ewa Pisiewicz Start Lublin                                                           | 11,54    |
| Bieg na 200 m              | Ewa Kasprzyk Olimpia Poznań                                                     | 22,52 SB | Jolanta Janota Start Lublin                                                      | 22,93    | Agnieszka Siwek Górnik Zabrze                                                        | 23,21    |
| Bieg na 400 m              | Genowefa Błaszak Chemik Kędzierzyn                                              | 52,81    | Elżbieta Kapusta Budowlani Kielce                                                | 53,22    | Ewa Marcinkowska Górnik Zabrze                                                       | 54,27    |
| Bieg na 800 m              | Wanda Wójtowiec Gwardia Warszawa                                                | 2:02,78  | Dorota Buczkowska Start Lublin                                                   | 2:03,03  | Ewa Głódź AZS Wrocław                                                                | 2:03,05  |
| Bieg na 1500 m             | Anna Rybicka AZS Wrocław                                                        | 4:16,14  | Aniela Nikiel Górnik Brzeszcze                                                   | 4:16,66  | Grażyna Kowina Kłos Olkusz                                                           | 4:16,85  |
| Bieg na 3000 m             | Wanda Panfil Lechia Tomaszów Mazowiecki                                         | 9:18,14  | Aniela Nikiel Górnik Brzeszcze                                                   | 9:19,09  | Bożena Dziubińska Start Lublin                                                       | 9:19,62  |
| Bieg na 5000 m             | Wanda Panfil Lechia Tomaszów Mazowiecki                                         | 16:11,81 | Małgorzata Birbach Gwardia Olsztyn                                               | 16:12,63 | Anna Iskra AZS Katowice                                                              | 16:13,76 |
| Bieg na 100 m przez płotki | Barbara Latos Gwardia Warszawa                                                  | 13,55    | Grażyna Ostrowska Warszawianka                                                   | 13,65    | Sylwia Bednarska Gwardia Warszawa                                                    | 13,66    |
| Bieg na 400 m przez płotki | Małgorzata Dunecka Start Lublin                                                 | 58,65    | Małgorzata Płatek AZS Wrocław                                                    | 58,75    | Beata Adamczyk Górnik Zabrze                                                         | 59,93    |
| Sztafeta 4 × 100 m         | Start Lublin Ewa Pisiewicz Jolanta Janota Małgorzata Dunecka Justyna Wadowska   | 45,27    | Górnik Zabrze Agnieszka Siwek Ewa Marcinkowska Elżbieta Jabkowska Beata Adamczyk | 46,33    | Legia Warszawa Iwona Kołodziejak Małgorzata Kurach Elżbieta Szulc Agnieszka Chrabota | 46,56    |
| Sztafeta 4 × 400 m         | Chemik Kędzierzyn Elżbieta Kilińska Brygida Bąk Jolanta Barska Genowefa Błaszak | 3:38,92  | AZS Wrocław Anna Rybicka Joanna Siemieniuk Małgorzata Płatek Ewa Głódź           | 3:39,65  | Wawel Kraków Beata Panek W. Wojtyra Elżbieta Spiżak Beata Knapczyk                   | 3:44,70  |
| chód na 5000 m             | Zofia Wolan Stal Stalowa Wola                                                   | 23:26,71 | Anna Bąk Stal Stalowa Wola                                                       | 23:40,74 | Beata Zgarda Olimpia Poznań                                                          | 23:41,12 |
| Skok wzwyż                 | Danuta Bułkowska AZS Wrocław                                                    | 1,86     | Jolanta Komsa Legia Warszawa                                                     | 1,83     | Małgorzata Orłowska AZS Gdańsk                                                       | 1,83     |
| Skok w dal                 | Agata Karczmarek Legia Warszawa                                                 | 6,51 SB  | Hanna Horyd Gwardia Piła                                                         | 6,36     | Jolanta Bartczak Start Łódź                                                          | 6,22     |
| Pchnięcie kulą             | Małgorzata Wolska Zawisza Bydgoszcz                                             | 17,07    | Renata Katewicz Start Łódź                                                       | 16,02    | Lucyna Gruszczyńska Zawisza Bydgoszcz                                                | 15,96    |
| Rzut dyskiem               | Renata Katewicz Start Łódź                                                      | 59,80    | Ewa Siepsiak Śląsk Wrocław                                                       | 53,86    | Anna Biesiadecka AZS Kraków                                                          | 48,76    |
| Rzut oszczepem             | Małgorzata Kiełczewska Start Lublin                                             | 58,64 SB | Maria Jabłońska Lechia Gdańsk                                                    | 56,46    | Krystyna Zgierska Gryf Słupsk                                                        | 54,40    |

## Biegi przełajowe
59. mistrzostwa Polski w biegach przełajowych rozegrano 8 marca w Warszawie. Kobiety rywalizowały na dystansie 4 kilometrów, a mężczyźni na 12 km.

### Mężczyźni
| Konkurencja:            | 1. miejsce                         | Rezultat | 2. miejsce                   | Rezultat | 3. miejsce                  | Rezultat |
| Bieg przełajowy (12 km) | Krzysztof Wesołowski Śląsk Wrocław | 31:10    | Bogusław Psujek Oleśniczanka | 31:21    | Andrzej Malicki AZS Olsztyn | 31:25    |

### Kobiety
| Konkurencja:           | 1. miejsce                              | Rezultat | 2. miejsce                  | Rezultat | 3. miejsce              | Rezultat |
| Bieg przełajowy (4 km) | Wanda Panfil Lechia Tomaszów Mazowiecki | 11:33    | Renata Kokowska Orzeł Wałcz | 11:36    | Anna Iskra Agros Zamość | 11:45    |

## Maraton
Rywalizacja w maratonie (kobiet i mężczyzn) miała miejsce 5 kwietnia w Dębnie.

### Mężczyźni
| Konkurencja: | 1. miejsce               | Rezultat | 2. miejsce                    | Rezultat | 3. miejsce                         | Rezultat |
| Maraton      | Bogumił Kuś Oleśniczanka | 2:14:22  | Henryk Lupa Juvenia Białystok | 2:14:37  | Mirosław Dzienisik Gwardia Olsztyn | 2:15:10  |

### Kobiety
| Konkurencja: | 1. miejsce                   | Rezultat | 2. miejsce                      | Rezultat | 3. miejsce                        | Rezultat |
| Maraton      | Ewa Szydłowska Bałtyk Gdynia | 2:37:44  | Krystyna Chylińska Start Lublin | 2:39:48  | Anna Bełtowska-Król Hutnik Kraków | 2:43:32  |

## Chód na 10 km i chód na 50 km
Zawody mistrzowskie w chodzie na 50 kilometrów mężczyzn oraz w chodzie na 10 kilometrów kobiet rozegrano 14 czerwca w Mielcu.

### Mężczyźni
| Konkurencja:  | 1. miejsce                    | Rezultat | 2. miejsce                        | Rezultat | 3. miejsce                | Rezultat |
| Chód na 50 km | Grzegorz Ledzion Flota Gdynia | 3:56:47  | Jerzy Wróblewicz Pomorze Stargard | 4:07:07  | Jan Holender Flota Gdynia | 4:13:34  |

### Kobiety
| Konkurencja:  | 1. miejsce                    | Rezultat | 2. miejsce               | Rezultat | 3. miejsce                 | Rezultat |
| Chód na 10 km | Zofia Wolan Stal Stalowa Wola | 49:21    | Ewa Musur Olimpia Poznań | 49:52    | Anna Bąk Stal Stalowa Wola | 49:56    |

## Bieg na 10 000 m kobiet
Mistrzostwa w biegu na 10 000 metrów kobiet rozegrano 31 lipca w Sopocie.
| Konkurencja:     | 1. miejsce                  | Rezultat    | 2. miejsce                              | Rezultat | 3. miejsce                         | Rezultat |
| Bieg na 10 000 m | Renata Kokowska Orzeł Wałcz | 33:00,60 NR | Wanda Panfil Lechia Tomaszów Mazowiecki | 33:06,31 | Małgorzata Birbach Gwardia Olsztyn | 33:25,36 |

## Wieloboje
Mistrzostwa w dziesięcioboju mężczyzn i siedmioboju kobiet zostały rozegrane 8 i 9 sierpnia w Słupsku.

### Mężczyźni
| Konkurencja:  | 1. miejsce                       | Rezultat     | 2. miejsce                         | Rezultat  | 3. miejsce                           | Rezultat  |
| Dziesięciobój | Wojciech Podsiadło Górnik Zabrze | 7936 pkt. SB | Krzysztof Krakowiak Olimpia Poznań | 7695 pkt. | Andrzej Wyżykowski Zawisza Bydgoszcz | 7580 pkt. |

### Kobiety
| Konkurencja: | 1. miejsce                           | Rezultat  | 2. miejsce                    | Rezultat  | 3. miejsce             | Rezultat  |
| Siedmiobój   | Małgorzata Lisowska Górnik Wałbrzych | 5979 pkt. | Urszula Włodarczyk AZS Kraków | 5831 pkt. | Ewa Prusak Gryf Słupsk | 5461 pkt. |

## Półmaraton
Półmaraton kobiet i mężczyzn odbył się 29 sierpnia w Brzeszczach. Rywalizowano na dystansie 20 kilometrów.

### Mężczyźni
| Konkurencja: | 1. miejsce                      | Rezultat  | 2. miejsce                    | Rezultat  | 3. miejsce                     | Rezultat  |
| Półmaraton   | Mirosław Gołębiewski ROW Rybnik | 1:00:11,3 | Paweł Lorens Górnik Brzeszcze | 1:00:15,5 | Tadeusz Ławicki Zagłębie Lubin | 1:00:39,2 |

### Kobiety
| Konkurencja: | 1. miejsce              | Rezultat | 2. miejsce                      | Rezultat | 3. miejsce                     | Rezultat |
| Półmaraton   | Anna Iskra AZS Katowice | 1:12:16  | Renata Walendziak Bałtyk Gdynia | 1:12:17  | Izabela Zatorska Górnik Zabrze | 1:12:20  |